# Cinara matsumurana
Cinara matsumurana är en insektsart som beskrevs av Hille Ris Lambers 1966. Cinara matsumurana ingår i släktet Cinara och familjen långrörsbladlöss. Inga underarter finns listade i Catalogue of Life.